# Culen (Schottland)
Culen (Cuilén mac Iduilb; † 971) war ein schottischer König von 967 bis zu seinem Tod. Er war der Sohn von König Indulf und Cousin dritten Grades sowohl seines Vorgängers Dubh wie auch seines Nachfolgers Kenneth II. Weitere überlieferte Namen sind Cuilean, Colin and Culen der Welpe (eine Tautologie, weil Cuilean auf Gälisch ebenfalls Welpe bedeutet).
Culen war der dritte aufeinander folgende König, der den schottischen Thron bestieg, weil der jeweilige Vorgänger ermordet worden war. Nachdem Dubhs Leiche unter der Brücke von Kinloss bei Forres entdeckt worden war, nahm man allgemein an, dass die Attentäter von Culen beauftragt worden waren.
Der neue Monarch hatte zwei Söhne, den späteren König Konstantin III. sowie Malcolm. Über letzteren ist außer seinem Todesjahr 1002 nichts bekannt.
Culen wurde 971 in Lothian durch Riderch, den Unterkönig von Strathclyde, ermordet. Diese Tat war die Rache für die Vergewaltigung von Riderchs Tochter durch Culen und für die Ermordung seines Bruders während eines Feldzugs, mit dem Culen die Kontrolle über Strathclyde wiedererlangen wollte. Culen war somit der vierte in Folge ermordete König.